# Nový zámok
El castell Nový zamok (literalment, "Castell nou") és un castell de Banská Štiavnica a Eslovàquia.
Juntament amb el Starý zámok ("castell vell") forma part del conjunt històric de Banská Štiavnica, que va ser declarat Patrimoni de la Humanitat per la Unesco el 1993.

## Història
Nový zamok és un monument cultural nacional. És una edificació d'arquitectura renaixentista de sis pisos amb quatre baluards. Va ser construït entre 1564 i 1571 com una torre de vigilància durant les guerres otomanes a Europa. A causa de la seva posició dominant, va ser també utilitzat com a rellotge de la ciutat donant l'hora, la qual anunciaven, cada quart d'hora, amb una trompeta.

## Actualitat
Existeix una exposició permanent en el quart pis del castell nomenada «Guerres contra Turquia a Eslovàquia». L'últim pis ofereix una vista panoràmica de Banská Štiavnica i els seus voltants.